# Benauwdheid
Dyspneu of dyspnoe, ook wel benauwdheid of kortademigheid, is de beleving van een bemoeilijkte ademhaling of het gevoel niet genoeg lucht binnen te krijgen. De oorzaken kunnen uiteenlopen van een normale reactie op zware fysieke inspanning tot aandoeningen van het ademhalingsstelsel of het hart en vaatstelsel.
Bepaalde vormen van dyspneu doen zich alleen voor bij een bepaalde houding van het lichaam. Bij orthopneu bijvoorbeeld heeft iemand alleen moeite met ademen in een liggende houding. Het tegenovergestelde is (het zeldzamere) platypneu waarbij de kortademigheid juist ontstaat bij het staan of rechtop zitten.

## Oorzaken
Vaak zijn aandoeningen van de luchtwegen en de longen aanleiding voor benauwdheid. De meest voorkomende oorzaken zijn:

### Luchtwegen
- Astma
- COPD (chronische bronchitis / longemfyseem)
- Longontsteking
- Inademen van (zich verslikken in) een vreemd voorwerp
- Longkanker
- Longembolie
- Pulmonale hypertensie
- COVID-19

### Hart en vaatstelsel
- Hartfalen
- Hartinfarct
- Bloedarmoede

### Overig
- Overgewicht
- Psychische spanning resulterend in hyperventilatie